# Förmyndarregering
Förmyndarregering, särskilt anordnad regering i en monarki, där den egentlige monarken ännu enligt lag ej är tillräckligt gammal för att uppstiga på tronen. I dennes ställe utövas makten av en regent, en riksföreståndare eller ett särskilt råd, i äldre tid ofta bestående av adelsmän.